# John Tiffany
John Tiffany, né le 27 juin 1971, est un metteur en scène britannique.
Il a notamment réalisé les pièces à succès Black Watch et Once. Le 25 juin 2015, il est annoncé qu'il est chargé de la mise en scène de la pièce Harry Potter et l'Enfant maudit, suite de la série littéraire Harry Potter.
Il remporte 2 Tony Award en 2014, un Olivier Award, un Drama Desk Award et un Obie Award.

## Biographie

### Naissance et jeunesse
Tiffany est né le 27 juin 1971 et a grandi à Marsden, près de Huddersfield, en Angleterre. Sa mère était infirmière, également choriste ; son père était ingénieur et musicien dans une fanfare. Dans sa jeunesse, il a participé à la chorale Huddersfield Choral Society (en) Youth Choir et a occupé des emplois chez Boots UK (en) et dans un restaurant.

### Formation
Il a d'abord étudié la biologie à l'université de Glasgow, puis est passé aux études classiques et au théâtre (arts dramatiques).

## Carrière

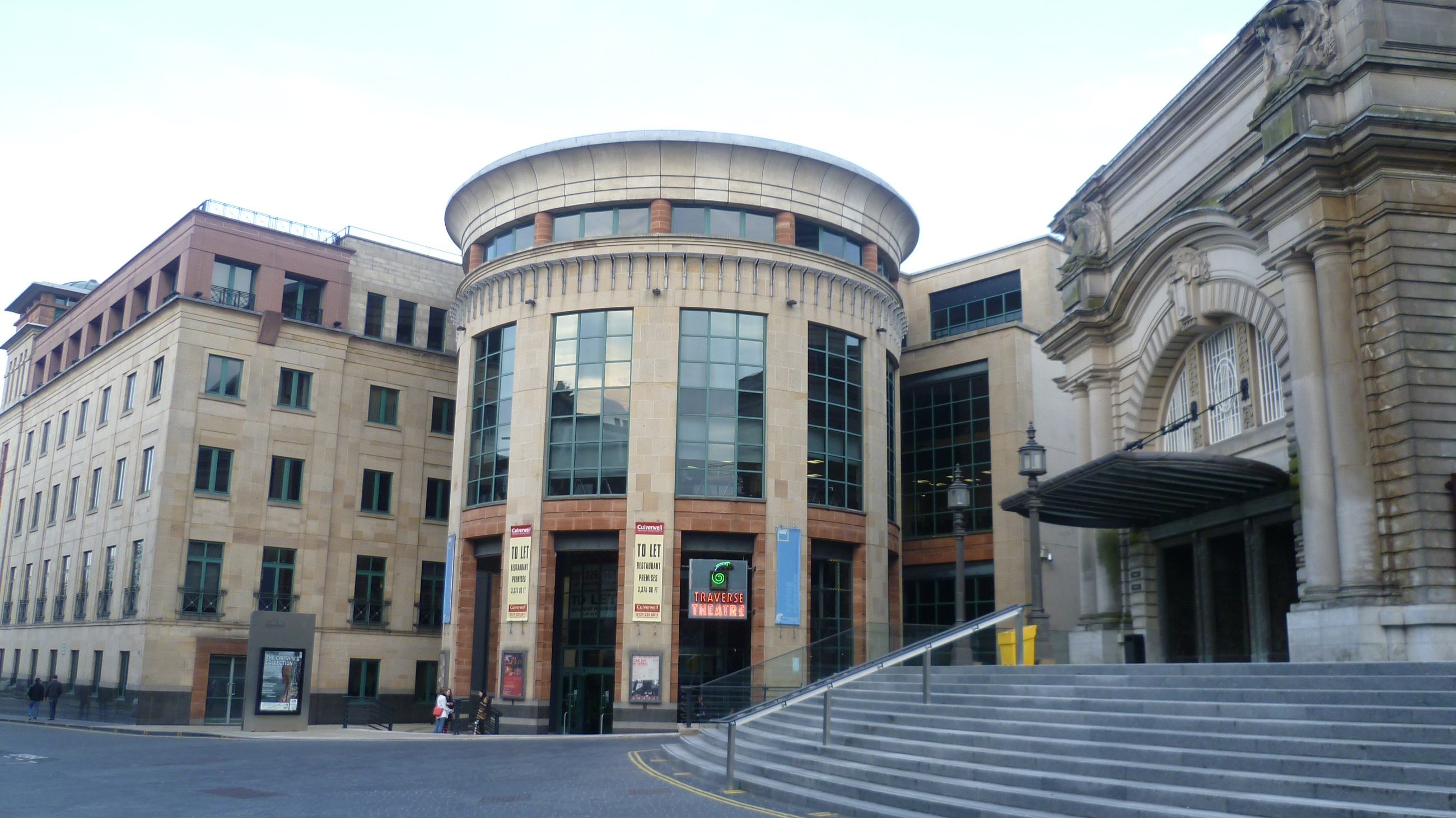
Le Traverse Theatre à Édimbourg.

Le parcours théâtral de Tiffany consiste à « développer et diriger de nouvelles pièces dans des théâtres écossais ».
Entre 1997 et 2001, il a été directeur littéraire au Traverse Theatre d'Édimbourg.
De 2001 à 2005, il s'est ensuite associé avec Vicky Featherstone (en), devenant co-directeur de la compagnie de théâtre britannique Paines Plough (en).
De 2001 à 2005, il a commencé à travailler avec Vicky Featherstone, devenant directeur associé de la compagnie théâtrale itinérante britannique de nouvelles écritures Paines Plough, dont Featherstone était la directrice artistique.

### National Theatre of Scotland
À la fin 2004, après que Vicky Featherstone a été nommée directrice artistique fondatrice du National Theatre of Scotland (en), elle a de nouveau engagé Tiffany en tant que directeur associé de New Work de la compagnie. Parmi les productions de Tiffany au National Theatre of Scotland figurent :
- en 2006, le premier succès de Tiffany au sein de la compagnie a été sa mise en scène de la production très appréciée de Black Watch en 2006[8],[9].
- une adaptation de Peter Pan, qui a été jouée à Glasgow d'avril à mai 2010, puis en tournée à Londres, Inverness, Édimbourg et Aberdeen[2] ;
- une version  The Bacchae, avec Alan Cumming dans le rôle de Dionysos[9] ;
- Macbeth, en tant que codirecteur avec Andrew Goldberg, dans laquelle Cumming jouait tous les rôles ;
- et sa dernière production en tant que metteur en scène associé a été Let the Right One In, produite par Marla Rubin, dont la première a eu lieu à Dundee en 2013.

En 2018, John Tiffany révèle au New York Times avoir déclaré à Kate Bush que c'est en écoutant sa musique pendant sa jeunesse qu'il a appris des choses sur la narration et la forme, et que c'est probablement l'une des raisons pour lesquelles il est devenu directeur de théâtre.

### Once
Barbara Broccoli, la productrice de James Bond, a acquis les droits de production scénique de Once, basé sur le film musical du même nom sorti en 2006, et a recruté Tiffany pour le produire, après avoir vu son spectacle Black Watch au St. Ann's Warehouse à Brooklyn.
Tiffany a collaboré à Once avec son ami de longue date et chorégraphe Steven Hoggett, avec qui il avait également travaillé sur Black Watch. Bien que les deux soient des amis proches depuis 1987, ils n'ont pas collaboré avant 2003, lorsqu'ils ont travaillé sur The Straits de Gregory Burke. Once était leur septième collaboration.
De 2011 à 2012, Tiffany a mis en scène les productions Off-Broadway et Broadway de Once.
Il a remporté le Drama Desk Award 2012 de la meilleure mise en scène d'une comédie musicale pour sa mise en scène de Once. Parmi les décisions artistiques prises par Hoggett et Tiffany figure celle d'éliminer la chorégraphie de plusieurs œuvres, dont « Falling Slowly », qui a remporté l'Oscar de la meilleure chanson originale lors de la 80ᵉ cérémonie des Oscars en 2008. Il a remporté le Tony Award de la meilleure mise en scène d'une comédie musicale pour Once lors de la 66ᵉ  cérémonie des Tony Awards. Tiffany a également reçu une citation spéciale à l'Obie Award 2012 (avec ses collègues Hoggett et Martin Lowe),. Once a obtenu 11 nominations aux Tony Awards, plus que toute autre production pour la saison 2011-2012.
De 2013 à aujourd'hui
En 2013, il met en scène The Glass Menagerie de Tennessee Williams à l'American Repertory Theater de Cambridge (Massachusetts), qui est transférée à Broadway, ce qui lui vaut une deuxième nomination au Tony Award de la meilleure mise en scène, mais il est battu par Kenny Leon qui met en scène A Raisin in the Sun .
En avril 2015, sa mise en scène de l'adaptation de The Twits d'Enda Walsh est qualifiée de « torture » par le critique en chef du Telegraph, Dominic Cavendish.
Tiffany a mis en scène la pièce de théâtre Harry Potter et l'enfant maudit. Cette pièce de théâtre a été présentée en avant-première au West End Theatre Palace Theatre de Londres le 7 juin 2016 et officiellement le 30 juillet 2016. Harry Potter et l'Enfant Maudit a été présenté à Broadway le 22 avril 2018, toujours dans une mise en scène de Tiffany. Cette pièce de théâtre a remporté en 2018 : 
- le Tony Award pour la meilleure mise en scène d'une pièce ;
- le Drama Desk Award pour la meilleure mise en scène d'une pièce ;
- et le Outer Critics Circle Award 2018 pour la meilleure mise en scène d'une pièce.

## Distinctions
- Critics' Circle Theatre Award (en) 2016 : Meilleur metteur en scène pour Harry Potter et l'Enfant maudit[16].